# Campeonato Sul-Americano de Voleibol Masculino de 2011
O Campeonato Sul-Americano de Voleibol Masculino de 2011 foi a 29ª edição do torneio organizado pela Confederação Sul-Americana de Voleibol a cada dois anos. Aconteceu em Cuiabá, Brasil, de 19 a 25 de setembro de 2011. A seleção brasileira manteve sua hegemonia ao conquistar o torneio pela 28ª vez e se classificou para a Copa do Mundo de 2011.

## Equipes
- Argentina
- Brasil
- Chile
- Colômbia
- Paraguai
- Uruguai
- Venezuela

## Local
- Ginásio Aecim Tocantins, Cuiabá, Brasil

- Ginásio da UFMT, Cuiabá, Brasil (*)

(*) Este ginásio receberá apenas o jogo entre Colômbia e Uruguai.

## Resultados
- Horários UTC-4.

|     |           |     | Jogos | Jogos | Jogos | Pontos | Pontos | Pontos | Sets | Sets | Sets   |
| Pos | Equipe    | Pts | T     | V     | D     | V      | P      | R      | V    | P    | R      |
| --- | --------- | --- | ----- | ----- | ----- | ------ | ------ | ------ | ---- | ---- | ------ |
| 1   | Brasil    | 12  | 6     | 6     | 0     | 471    | 312    | 1.510  | 18   | 1    | 18,000 |
| 2   | Argentina | 11  | 6     | 5     | 1     | 469    | 381    | 1.231  | 16   | 3    | 5.333  |
| 3   | Venezuela | 9   | 6     | 3     | 3     | 451    | 424    | 1.064  | 11   | 9    | 1.222  |
| 4   | Colômbia  | 9   | 6     | 3     | 3     | 522    | 530    | 0.985  | 11   | 13   | 0.846  |
| 5   | Chile     | 9   | 6     | 3     | 3     | 429    | 441    | 0.973  | 9    | 11   | 0.818  |
| 6   | Paraguai  | 7   | 6     | 1     | 5     | 355    | 469    | 0.757  | 4    | 15   | 0.267  |
| 7   | Uruguai   | 6   | 6     | 0     | 6     | 333    | 473    | 0.704  | 1    | 18   | 0.056  |

| Data   | Hora  |              | Placar |             | Set 1 | Set 2 | Set 3 | Set 4 | Set 5 | Total | Relatório |
| ------ | ----- | ------------ | ------ | ----------- | ----- | ----- | ----- | ----- | ----- | ----- | --------- |
| 19 Set | 15:30 | 'Argentina ' | 3–0    | Chile       | 25–23 | 25–21 | 25–16 |       |       | 75–60 | 75–60     |
| 19 Set | 18:00 | 'Brasil '    | 3–0    | Uruguai     | 25–10 | 25–10 | 25-14 |       |       | 75–20 | 75–34     |
| 19 Set | 20:30 | Venezuela    | 2–3    | ' Colômbia' | 17-25 | 27-25 | 25-17 | 26-28 | 10-15 | 105–0 | 105–110   |
| 20 Set | 16:30 | 'Argentina ' | 3–0    | Colômbia    | 25-18 | 25-17 | 25-20 |       |       | 75–0  | 75-55     |
| 20 Set | 19:00 | Uruguai      | 0–3    | ' Paraguai' | 22-25 | 22-25 | 24-26 |       |       | 68–0  | 68-76     |
| 20 Set | 21:30 | 'Brasil '    | 3–0    | Chile       | 25-21 | 25-19 | 25-10 |       |       | 75–0  | 75-50     |
| 21 Set | 16:30 | 'Venezuela ' | 3–0    | Chile       | 25-14 | 25-23 | 25-18 |       |       | 75–0  | 75-55     |
| 21 Set | 19:00 | 'Argentina ' | 3–0    | Uruguai     | 25-14 | 25-16 | 25-21 |       |       | 75–0  | 75-51     |
| 21 Set | 21:30 | 'Brasil '    | 3–0    | Paraguai    | 25-10 | 25-14 | 25-11 |       |       | 75–0  | 75-35     |
| 22 Set | 16:30 | 'Chile '     | 3–0    | Paraguai    | 25–23 | 25–18 | 25–13 |       |       | 75–54 | 75–54     |
| 22 Set | 19:00 | 'Argentina ' | 3–0    | Venezuela   | 30-28 | 25-20 | 25-19 |       |       | 80–0  | 80-67     |
| 22 Set | 21:30 | 'Brasil '    | 3–0    | Colômbia    | 25-18 | 25-13 | 25-19 |       |       | 75–0  | 75-50     |
| 23 Set | 13:30 | 'Venezuela ' | 3–0    | Uruguai     | 25-14 | 25-22 | 25-13 |       |       | 75–0  | 75-49     |
| 23 Set | 16:00 | Colômbia     | 2–3    | ' Chile'    | 25-22 | 26-24 | 26-28 | 20-25 | 12-15 | 109–0 | 109-114   |
| 23 Set | 18:30 | 'Argentina ' | 3–0    | Paraguai    | 25-18 | 25-16 | 25-20 |       |       | 75–0  | 75-54     |
| 24 Set | 11:00 | 'Brasil '    | 3–0    | Venezuela   | 25-14 | 25-15 | 27-25 |       |       | 77–0  | 77-54     |
| 24 Set | 13:30 | 'Colômbia '  | 3–1    | Paraguai    | 25-9  | 25-23 | 26-28 | 25-23 |       | 101–0 | 101-83    |
| 24 Set | 16:00 | 'Chile '     | 3–0    | Uruguai     | 25-15 | 25-20 | 25-18 |       |       | 75–0  | 75-53     |
| 25 Set | 07:00 | 'Colômbia '  | 3–1    | Uruguai     | 25-17 | 25-20 | 22-25 | 25-16 |       | 97–0  | 97-78     |
| 25 Set | 07:00 | 'Venezuela ' | 3–0    | Paraguai    | 25-19 | 25-16 | 25-18 |       |       | 75–0  | 75-53     |
| 25 Set | 11:00 | 'Brasil '    | 3–1    | Argentina   | 25-20 | 19-25 | 25-23 | 25-21 |       | 94–0  | 94-89     |

## Classificação final
| Campeão | Vice-campeão | Terceiro lugar |
| Brasil Bruno Rezende · Wallace Martins · Sidnei dos Santos · Murilo Endres · Théo Lopes · Sérgio Dutra Santos · Thiago Alves · Rodrigo Santana · João Paulo Bravo · Lucas Saatkamp · Marlon Muraguti Yared · Dante Amaral · Técnico: Bernardo Rezende | Argentina Ivan Castellani · Martin Blanco Costa · Lucas Ocampo · Nicolás Uriarte · Facundo Conte · Rodrigo Quiroga · Sebastián Solé · Federico Pereyra · Pablo Crer · Luciano De Cecco · Alexis Rubén González · Mariano Giustiniano · Técnico: Javier Weber | Venezuela Pedro Brito · Alejandro Sanoja · Hector Mata · Emerson Rodriguez · Carlos Paez · Daniel Arteaga · Kervin Pinerua · Jhoser Contreras · Jose Enriquez · Jesus Chourio · Luis Arias · Daniel Escobar · Técnico: Idolo Herrera |

| 4 | Colômbia |
| 5 | Chile    |
| 6 | Paraguai |
| 7 | Uruguai  |

## Prêmios individuais
| MVP (Most Valuable Player) | Sérgio Dutra Santos | Brasil    |
| Melhor atacante            | Dante Amaral        | Brasil    |
| Melhor bloqueio            | Sebastián Solé      | Argentina |
| Melhor sacador             | Kervin Piñerúa      | Venezuela |
| Melhor líbero              | Sérgio Dutra Santos | Brasil    |
| Melhor levantador          | Luciano De Cecco    | Argentina |
| Melhor defesa              | Sérgio Dutra Santos | Brasil    |
| Melhor recepção            | Sérgio Dutra Santos | Brasil    |

## Estatísticas por fundamento
| Posição | Jogador                 | Aproveitamento (%) |
| ------- | ----------------------- | ------------------ |
| 1       | BRA Dante Amaral        | 60,76              |
| 2       | COL Andres Viafra       | 59,34              |
| 3       | ARG Facundo Conte       | 53,41              |
| 4       | CHI Vicente Parraguirre | 52,13              |
| 5       | VEN Jhoser Contreras    | 48,45              |

| Posição | Jogador                  | Média de pontos por set |
| ------- | ------------------------ | ----------------------- |
| 1       | ARG Sebastian Sole       | 1,05                    |
| 2       | VEN Jesus Chorio         | 0,95                    |
| 3       | COL Andres Viafra        | 0,75                    |
| 4       | COL Carlos Mosquera      | 0,63                    |
| 5       | URU Maximiliano Santiago | 0,63                    |

| Posição | Jogador                   | Média de pontos por set |
| ------- | ------------------------- | ----------------------- |
| 1       | VEN Kervin Pinerua        | 0,55                    |
| 2       | VEN Jhoser Contreras      | 0,55                    |
| 3       | CHI Rafael Grimalt        | 0,50                    |
| 4       | COL Andres Viafra         | 0,46                    |
| 5       | BRA Marlon Muraguti Yared | 0,37                    |

| Posição | Jogador                 | Média de defesas por set |
| ------- | ----------------------- | ------------------------ |
| 1       | BRA Sérgio Dutra Santos | 3,11                     |
| 2       | URU Emiliano Francoise  | 2,79                     |
| 3       | ARG Alexis Gonzalez     | 2,68                     |
| 4       | COL Sebastian Quiroz    | 2,58                     |
| 5       | CHI Felipe Papagallo    | 2,15                     |

| Posição | Jogador                   | Levantamentos por set |
| ------- | ------------------------- | --------------------- |
| 1       | ARG Luciano de Cecco      | 6,11                  |
| 2       | VEN Carlos Paez           | 5,65                  |
| 3       | COL Camilo Ambuila        | 4,50                  |
| 4       | CHI Rafael Grimalt        | 4,35                  |
| 5       | BRA Marlon Muraguti Yared | 4,00                  |

| Posição | Jogador                 | Aproveitamento (%) |
| ------- | ----------------------- | ------------------ |
| 1       | BRA Sérgio Dutra Santos | 52,94              |
| 2       | CHI Matias Parraguirre  | 48,60              |
| 3       | VEN Hector Mata         | 46,27              |
| 4       | CHI Felipe Papagallo    | 45,97              |
| 5       | ARG Alexis Gonzalez     | 41,58              |

| Posição | Jogador                 | Média de recepções por set |
| ------- | ----------------------- | -------------------------- |
| 1       | BRA Sérgio Dutra Santos | 64,05                      |
| 2       | ARG Alexis Gonzalez     | 56,25                      |
| 3       | VEN Hector Mata         | 53,06                      |
| 4       | CHI Felipe Papagallo    | 51,94                      |
| 5       | URU Emiliano Francoise  | 50,00                      |